# Alisa Durbrow
Alisa Yuriko Durbrow (アリサ・ユリコ・ダーブロウ?, Arisa Yuriko Dāburō; Prefettura di Saitama, 16 aprile 1988) è una modella e attrice giapponese di etnia mista, con madre giapponese e padre anglo-statunitense. Grazie alla sua discendenza, parla fluentemente sia il giapponese che l'inglese.
Il suo ruolo televisivo più importante è stato quella malvagia Mio Kuroki nella serie live action Bishōjo senshi Sailor Moon. Suo è stato anche il ruolo in un altro live action più recente, Garo, nel quale ha interpretato Shizuka. Inoltre, ha partecipato al video musicale della canzone Koibito, della rock band giapponese Kishidan.
Attualmente, Alisa ha spostato l'attenzione alla carriera di modella, e lavora con l'agenzia Junes.

## Filmografia

### Serie televisive
- Garo (2005/2006) - Shizuka
- Bishōjo senshi Sailor Moon (2003/2005) - Mio Kuroki
- V Jump TV (Channel BB)

### DVD
- 2002: Just a Princess
- 2006: Audrey

### Photobook
- 2002: Just a Princess
- 2002: Suhada no Alisa
- We Want to be a Model